# چشمه آب‌گرم

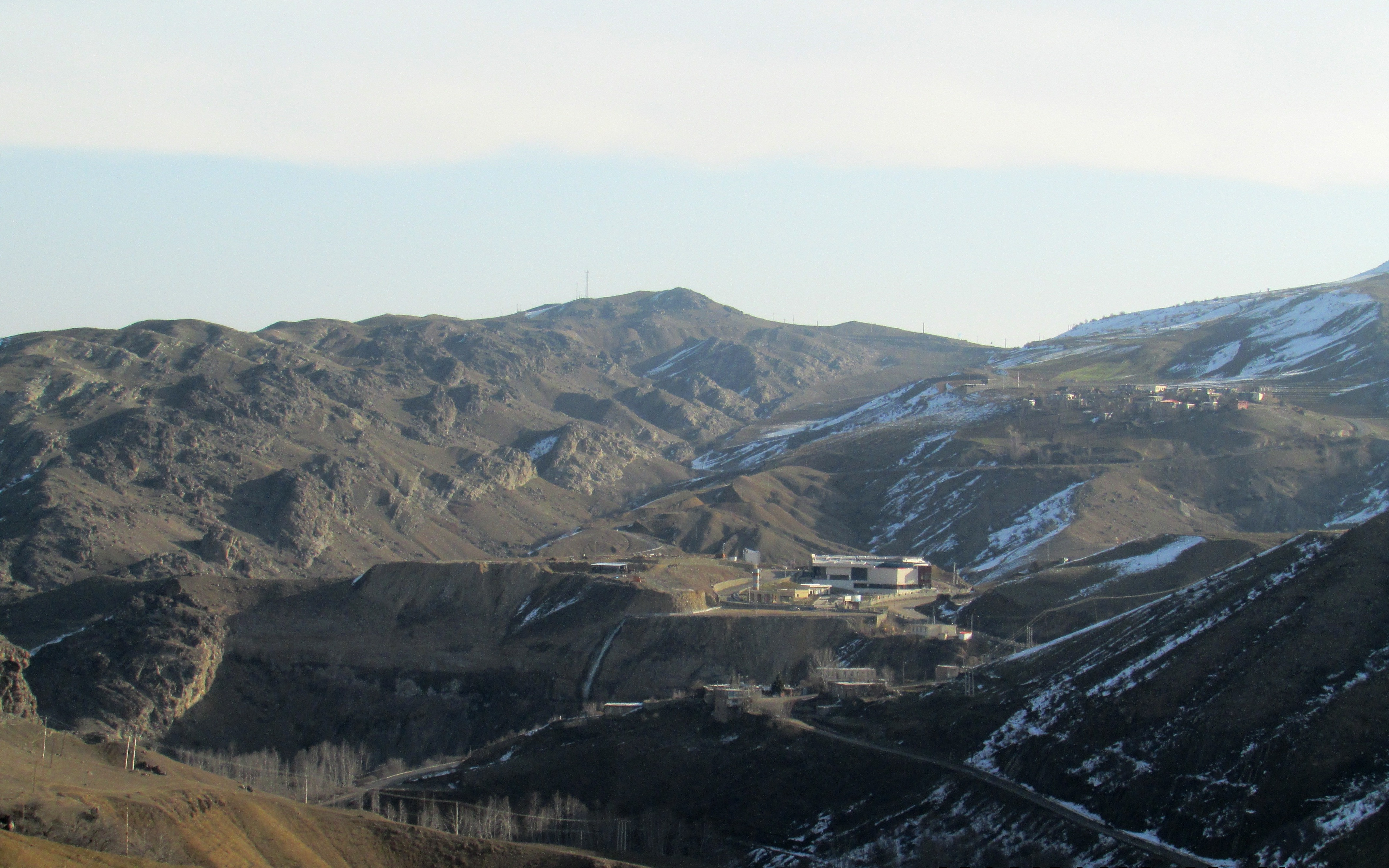
تسهیلات آب‌درمانی در روستای متعلق

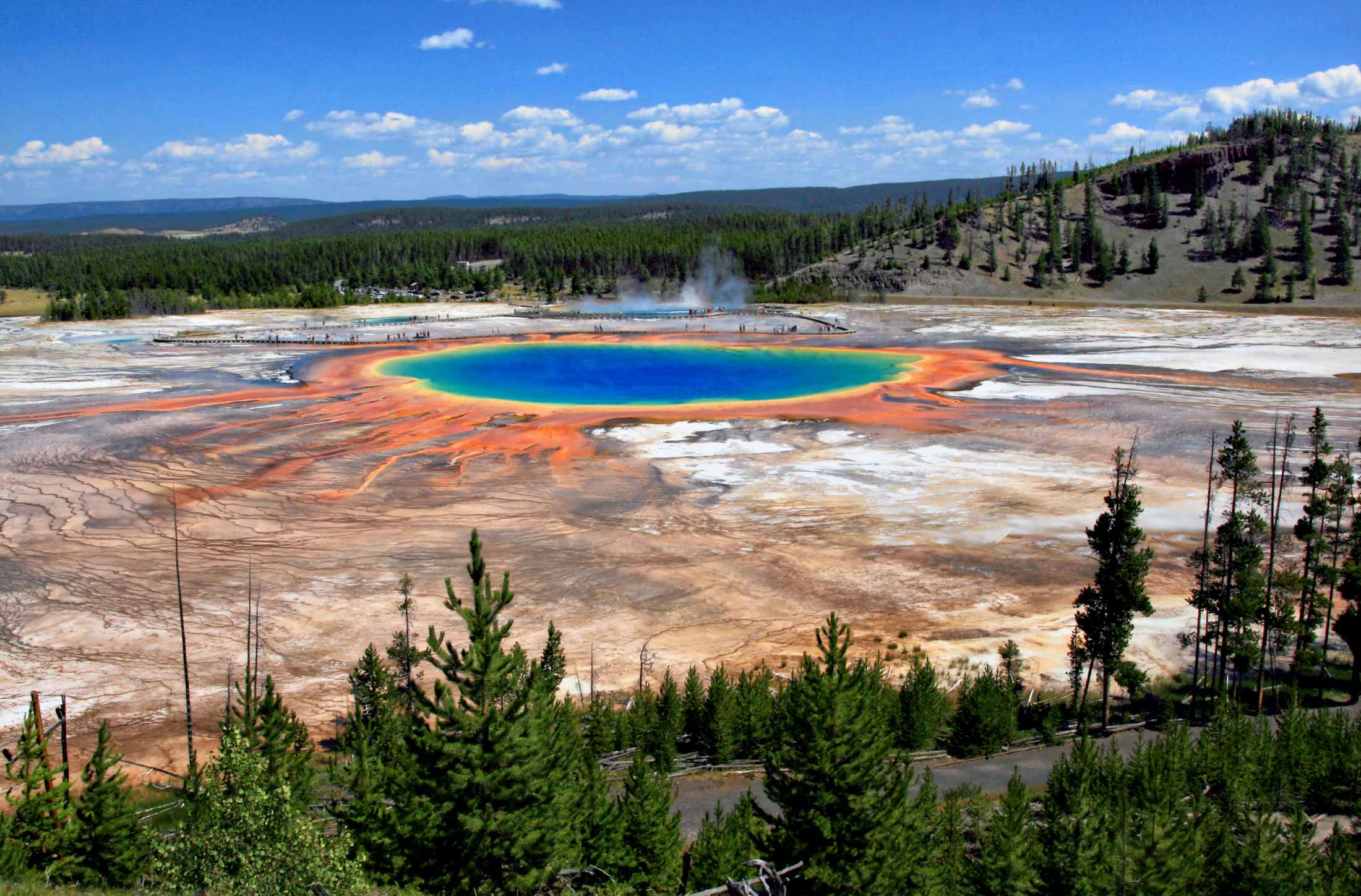
چشمه آب گرم در پارک ملی یلوستون آمریکا

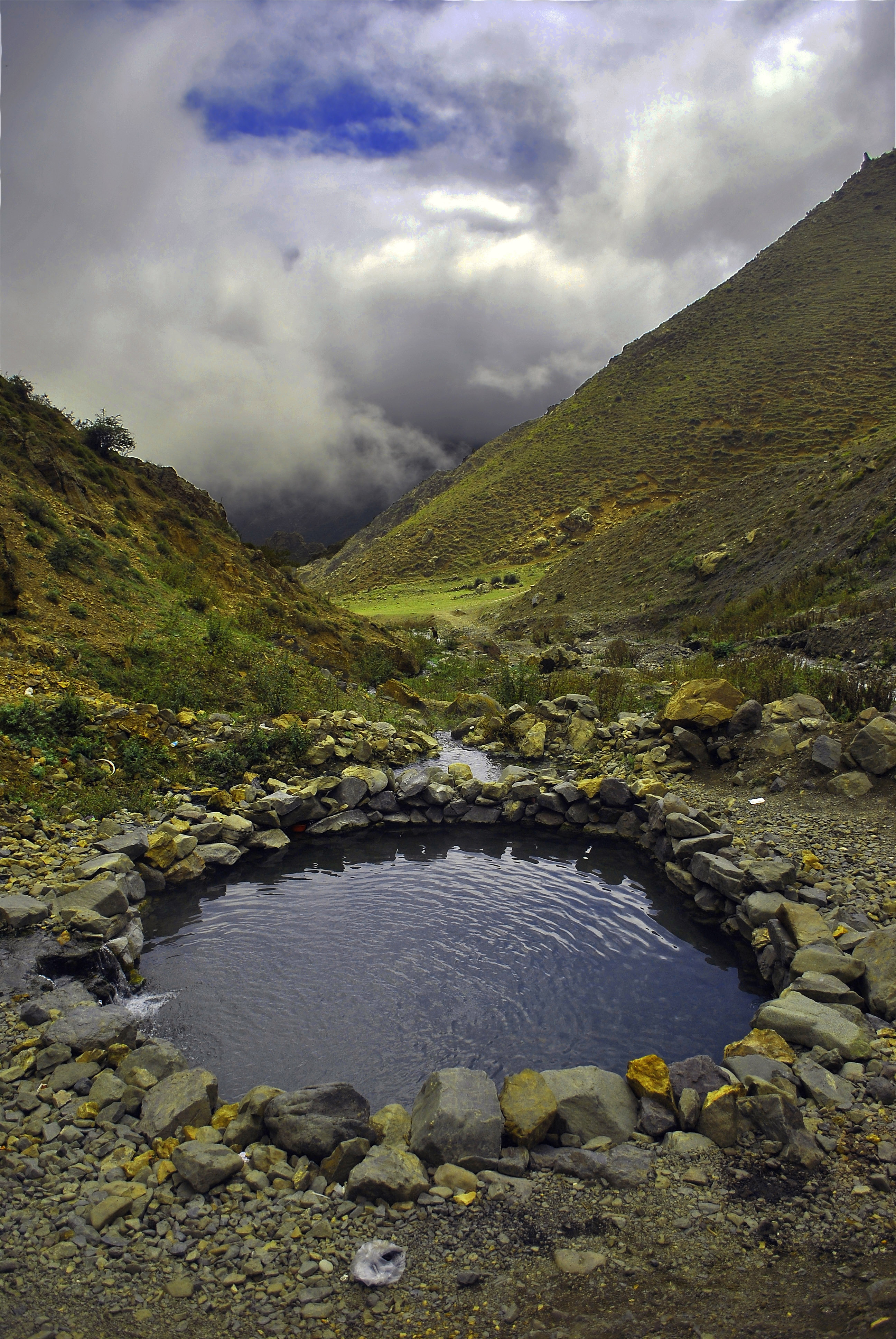
چشمه آب گرم روستای دلیر

چشمه آب گرم یا چشمه گرمابی مکانی است که به صورت مداوم آب گرم یا داغ از زمین خارج می‌شود. به خاطر درصد بالای مواد حل شده معدنی آب بعضی از این چشمه‌ها عده‌ای از آن‌ها استفاده درمانی می‌کنند.
دلیل گرم بودن آب اکثر چشمه‌های آب گرم، برخورد آب با مواد و املاح زمینی است و در نتیجه ترکیب و واکنش این مواد آب، گرم می‌شود، بر خلاف آنچه که در بین مردم شایع است که گرمای آب به دلیل مواد مذاب داخل زمین است، این نوع از آب گرم فقط در کنار آتشفشان‌ها یافت می‌شود.

## تعاریف مختلف چشمه آب گرم
برای چشمه آب گرم تعاریف مختلفی ارائه شده‌است:
- هر نوع چشمه‌ای که توسط انرژی زمین‌گرمایی () گرم شود.[۱]
- هر چشمه‌ای که دمای آب آن از دمای محیط بالاتر باشد.[۲]
- چشمه‌ای که دمای آبش از دمای بدن (۳۷٫۵ درجه) بالاتر باشد.[۳][۴][۵]
- چشمه‌ای طبیعی که دمای آن از دمای بدن بیشتر باشد.[۶][۷]
- چشمه‌ای طبیعی که دمای آن از ۲۱٫۱ درجه بیشتر باشد.[۸][۹][۱۰][۱۱]
- بیرون زدن طبیعی آب زیر زمینی با دمای بالا.[۱۲]
- نوعی از چشمه که از آن آب گرم، با دمایی حداقل ۶٫۵ درجه بیشتر از دامی هوای محیط، به سطح زمین می‌آید.[۱۳]
- نوعی از چشمه که از آن آب گرم، با دمایی حداقل ۸٫۳ درجه بیشتر از دامی هوای محیط، به سطح زمین می‌آید.[۱۴]

از آنجا که حلالیت آب گرم بالاتر است، املاح موجود در آب چشمه‌های آب گرم بسیار بالاست. این املاح، بسته به ساختار زمین‌شناسی منطقه، می‌توانند شامل یونهای مختلف مانند کلسیم، لیتیوم و، حتی رادیوم، متفاوت باشند. به دلیل اعتقاد عامیانه به خواص طبی بعضی از این املاح، چشمه‌های آب گرم اغلب به مقاصد گردشگری با هدف درمانی تبدیل می‌شوند. بنا به نوشته روزنامه دنیای اقتصاد، تأسیسات آب‌درمانی کلیبر که در تیر ماه ۱۳۹۲ راه اندازی شد، بزرگ‌ترین مجتمع آب درمانی ایران است. این مجتمع در زمینی به وسعت ۱۲۸۷۰ متر مربع در فاز اول احداث شده که شامل استخرهای سرپوشیده با سقف متحرک زنانه، مردانه، سونا و جکوزی، مجموعه رستوران، بوفه، کافی شاپ، سالن‌های ورزشی، بدنسازی، فضای بازی کودکان، رختکن‌های مجهز، پارکینگ و نمازخانه به علاوه واحدهای تجاری می‌باشد.

## چشمه‌های آب گرمایران

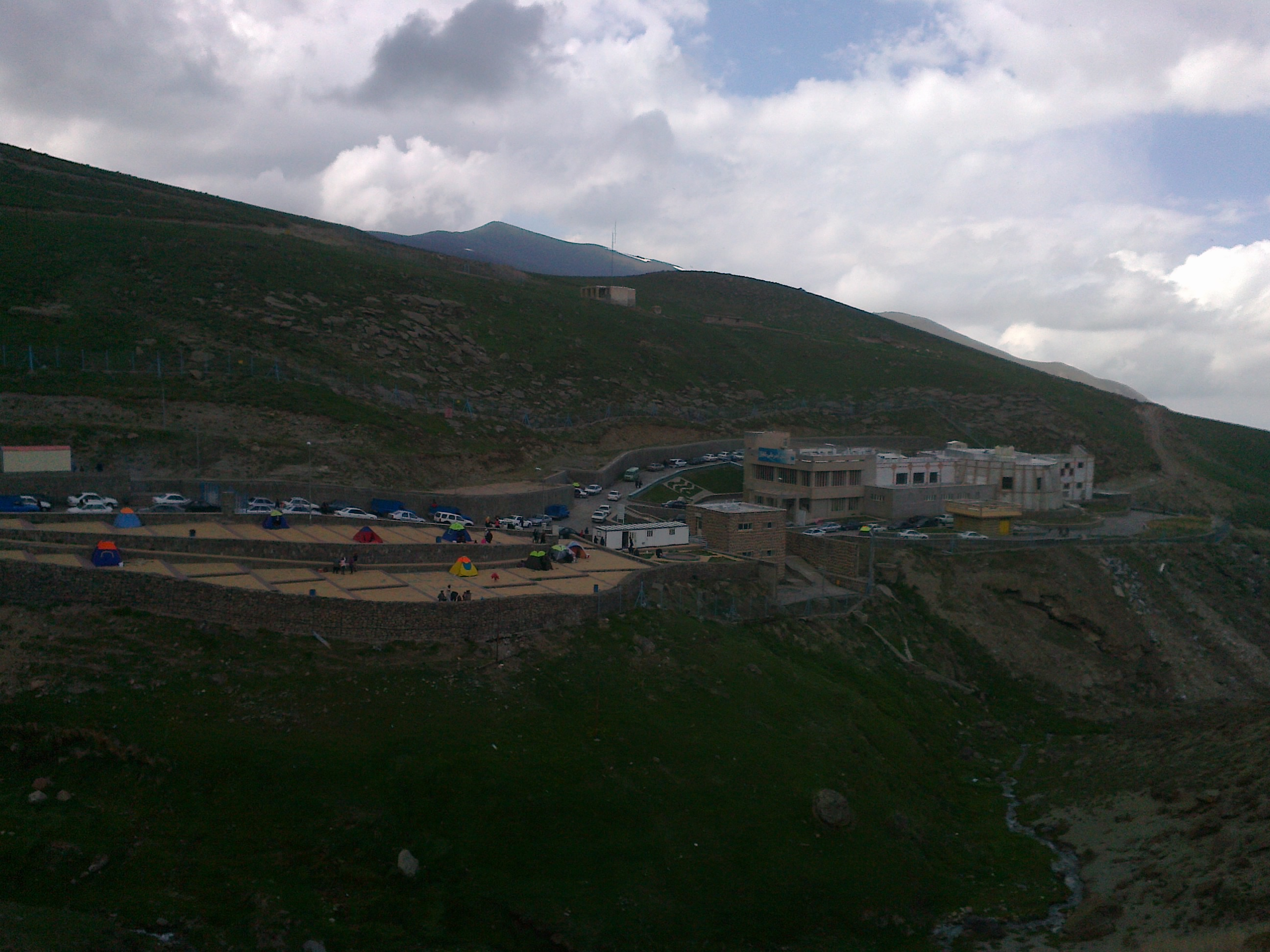
چشمه آب‌گرم معدنی شابیل

چشمه آب گرم دلفان کاکاوند در استان لرستان شهرستان دلفان در دهستان کاکاوند غربی رشته کوه گله قرار دارد چشمه آبگرم کاکاوند با آبدهی ۳۰ لیتر در ثانیه و دمای ۶۰ درجه سانتی‌گراد از دامنه کوه گله کاکاوند از اعماق زمین می‌جوشد. این چشمه با غلظتی بیش از ۷۰۰ میلی‌گرم در لیتر و ترکیبات سولفات کلسیم، گوگرد، سولفور، دی کربنات منیزیم در درمان بیماری‌های مفصلی عفونی و امراض جلدی اثربخش است.
و مرز استان لرستان و کرمانشاه است
چشمه آب‌گرم فردوس دراستان خراسان جنوبی، شهرستان فردوس قرار دارد که از حیث تنوع املاح معدنی موجود در آب، رتبه نخست را در ایران دارد.
چشمه‌های آبگرم سرعین در استان اردبیل با دارا بودن بیش از ۱۱۸ دهنه چشمه معدنی (به نقل از کتاب درمان با آب‌های معدنی تألیف تورج مهدیزاده - مریم پنجعلی اصل - انتشارات باغ اندیشه ۱۳۸۲) مقام اول را در ایران از این نظر داراست. از آن گذشته چشمه شابیل لاهرود با ظهور آب گرم با دمای ۵۰ درجه در ارتفاع ۲۷۰۰ متری، مرتفع‌ترین و گاومیش گلی سرعین پرآب‌ترین چشمه ایران از اهمیت ویژه‌ای برخوردار است.
پس از سرعین در استان اردبیل؛ شهر آمل با داشتن بیش از ۲۶ دهنه آب معدنی گرم و سرد در رده دوم اهمیت واقع است؛ که بزرگ‌ترین آبگرم ایران در لاریجان آمل واقع شده‌است. از دیگر چشمه‌های آبگرم و معدنی مهم ایران که تأثیرات درمانی آنها به‌طور تجربی به اثبات رسیده، می‌توان به چشمه‌های سیرچ و لاله‌زار در کرمان، گنو، خورگو و خمیر در هرمزگان، چشمه‌های معدنی متعدد در دامنه کوه تفتان در سیستان و بلوچستان، چشمه ورتون اصفهان، چشمه آبگرم دهلران، چشمه نیلو در بوشهر و چندین چشمه آبگرم در استان‌های فارس، کردستان، آذربایجان و خراسان و قزوین اشاره نمود. برخی از این چشمه‌ها (مثل آبگرم فردوس، سیرچ کرمان و گنو بندرعباس و آبگرم قزوین) هر ساله شاهد خیل عظیمی از مسافرانی هستند که جهت آب‌درمانی به آنجا مراجعه می‌کنند. تاریخ استفاده از آب‌درمانی به هزاران سال قبل از میلاد مسیح برمی‌گردد و ارسطو و افلاطون و بقراط در این باره مطالب فراوانی دارند. در ایران هم ابن سینا و سایرین مطالبی در باب استفاده صحیح از آب‌درمانی نوشته‌اند و این موضوع گاه با خرافات نیز درهم آمیخته‌است. لکن مطالعات دانشمندان و پایان‌نامه‌های دانشجویی به خصوص در انگلستان به تدریج اثرات درمانی آن را اثبات نمود.
آب‌های معدنی به واسطه مواد شیمیایی موجود در آنها و حرارت بالا یا به دلیل وجود گازهای مختلف دارای کاربردهای متنوعی در امور زراعی و پرورش گیاهان و تولید محصولات گلخانه‌ای هستند. در صنایع غذایی نیز استفاده و استخراج گاز دی‌اکسید کربن فعلاً در ایران کاربرد دارد. در سایر موارد در دنیا برای پرورش آبزیان خاص یا استخراج گوگرد و فلزات نایاب از آنها، استفاده از دمای آب برای گرمایش منازل و کف خیابان‌ها و معابر و نیز برای تولید برق کاربرد دارند.
چشمه آب‌گرم گلگیر مسجدسلیمان در استان خوزستان شهرستان مسجدسلیمان در بخش گلگیر رشته کوه های آسماری قرار دارد.خواص درمانی درمان بیماری‌های پوستی، کمک به بهبود بیماری‌های اعصاب، دردهای عضلانی و کاهش استرس است .دمای آب چشمه گلگیر به حدود ۴۰ درجه سانتی‌گراد می‌رسد این چشمه‌های آب گوگردی دارای خاصیت درمانی می‌باشند و به‌صورت خودجوش از زمین جاری شده است در فصل زمستان و پاییز، دارای آب گرم و در تابستان، دارای آب سرد هست.